# هيروكي هاسيغاوا
هيروكي هاسيغاوا (بالكانا:はせがわ ひろき) هو ممثل ياباني، ولد في 7 مارس 1977 بطوكيو في اليابان.

## أعماله

### أفلام
- عودة غودزيلا (2016)
- قبل أن نختفي (2017)

## وصلات خارجية
- هيروكي هاسيغاوا على موقع IMDb (الإنجليزية)
- هيروكي هاسيغاوا على موقع قاعدة بيانات الفيلم (الإنجليزية)